# هوهلوفت
هوهلوفت (به آلمانی: Hamburg-Hoheluft) یک منطقهٔ مسکونی در آلمان است که در هامبورگ واقع شده‌است. هوهلوفت ۲۲٬۶۷۳ نفر جمعیت دارد.